# Briševo (Prijedor, BiH)
Briševo je naselje u općini Prijedor, Republika Srpska, BiH.

## Povijest
24. i 25. srpnja 1992. u Briševu se dogodio pokolj u kojem su bosanski Srbi ubili 67 hrvatskih civila. Time je ovo najveće stratište Hrvata u Bosni i Hercegovini. Napad su izveli pripadnici 5. Kozaračke brigade i 6. Krajiške brigade iz Sanskog Mosta Vojske Republike Srpske. Stradale su čitave obitelji Matanovića, Buzuka, Ivandića, Marijana, Mlinara i Komljena. Tužiteljstvo BiH podignulo je 2015. godine optužnicu protiv visokih srpskih časnika Branka Basare i Nedjeljka Aničića za zločine počinjene nad Hrvatima Briševa, ali i druge zločine nad Bošnjacima u prijedorskoj općini. Obojica su nedostupni su pravosuđu BiH jer se skrivaju u Srbiji. Za taj težak zločin ni danas nitko nije odgovarao.

## Stanovništvo
Nacionalni sastav stanovništva 1991. godine, bio je sljedeći:
ukupno: 405
- Hrvati - 370 (91,36%)
- Jugoslaveni - 16 (3,95%)
- Srbi - 7 (1,73%)
- Muslimani - 1 (0,25%)
- ostali, neopredijeljeni i nepoznato - 11 (2,72%)